# Linn Ullmann
Linn Ullmann (Oslo; 9 de agosto de 1966) es una actriz y escritora noruega, hija del cineasta sueco Ingmar Bergman y de la actriz Liv Ullmann. Entre sus trabajos como actriz se encuentran Gritos y susurros (1972) y Sonata de otoño (1978), ambos dirigidos por Ingmar Bergman; Look at liv, A. (1977) de Richar Kaplan o Liv Ullmann scener fra et liv (1997) de Edvard Hambro. Como escritora  tres son sus trabajos más destacados, Antes de que te duermas, El adiós de Stella y Grace. A novel.

## Libros publicados
- Antes de que te duermas (2000)
- El adiós de Stella (2002)
- Hasta que amanezca (2004)
- Retorno a la isla (2010)
- La canción helada (2014)
- Los inquietos (2021)
- Chica, 1983 (2023)